# Impresario
Ein Impresario (italienisch impresario, von impresa „Unternehmen“) war insbesondere im 17. bis zum 19. Jahrhundert der Leiter (unter Umständen auch Besitzer) eines Opernhauses oder Theaters bzw. eines Opern- oder Theaterunternehmens, vergleichbar mit einem heutigen Intendanten oder Theaterproduzenten. Er war Geschäftsführer und damit verantwortlich für die Finanzen, die wirtschaftliche Auswertung und die Vermarktung der Produktion bzw. des Hauses.

## Bekannte Impresarios
Der Komponist Georg Friedrich Händel war ein bekannter Impresario, der in London seine Opern im eigenen Haus aufführte und somit künstlerischer Leiter und Geschäftsführer in Personalunion war. Auch auf William Shakespeare trifft dies in seinem Genre zu. Üblich war eine solche Personalunion nicht; oftmals war der Impresario ein Mäzen, der Geld beisteuerte. Ein weiterer einflussreicher Impresario war Sergei Djagilew, der Gründer und Leiter der Ballets Russes. Als exemplarisch für die Rolle des Impresarios gilt bis heute auch der Berliner Theaterproduzent Max Reinhardt. Den Beinamen Impresario hatte in Leipzig Peter Degner.

## Künstleragenten
Als Impresario wurden im Einzelfall auch Künstleragenten oder -manager bezeichnet, insbesondere in den Bereichen Film und (Musik-)Theater, die sich um Engagements kümmern, bis hin zur kompletten Karriereplanung. Die Bezeichnung wurde im Laufe des 20. Jahrhunderts im deutschen Sprachraum unüblich, heute ist sie nicht mehr gebräuchlich.

### Englischer Sprachraum
Im englischen Sprachraum werden freie Theaterproduzenten noch heute als Impresario bezeichnet. Beispiele:
- Florenz Ziegfeld Jr., dessen Ziegfeld Follies Anfang des 20. Jahrhunderts große Erfolge am Broadway feierten
- Cameron Mackintosh, laut New York Times bereits 1990 der „erfolgreichste, einflussreichste und mächtigste Theaterproduzent der Welt“[1]
- Bill Kenwright, Theaterproduzent am Londoner West End